# 후카다 코지
후카다 코지(일본어: 深田 晃司, 1980년 1월 5일 ~ )는 일본의 영화 감독, 영화 각본가이다.

## 작품 목록
- 의자 (2002)
- 라 그레나디레 (2006, 단편)
- 휴먼 코미디 인 도쿄 (2008)
- 도쿄 닌겐 키게키 (2009)
- 환대 (2010)
- 호토리 노 사쿠코 (2013)
- 이나베 (2013, 단편)
- 사요나라 (2015)
- 하모니움 (2016)
- 새 (2016, 단편)
- 바다를 달린다 (2018)
- 옆얼굴 (2019)
- 무브 (2020, 단편)
- 더 리얼 씽 (2020)
- 러브 라이프 (2022)
- 연애재판 (2025)